# Seconde domination chinoise du Vietnam

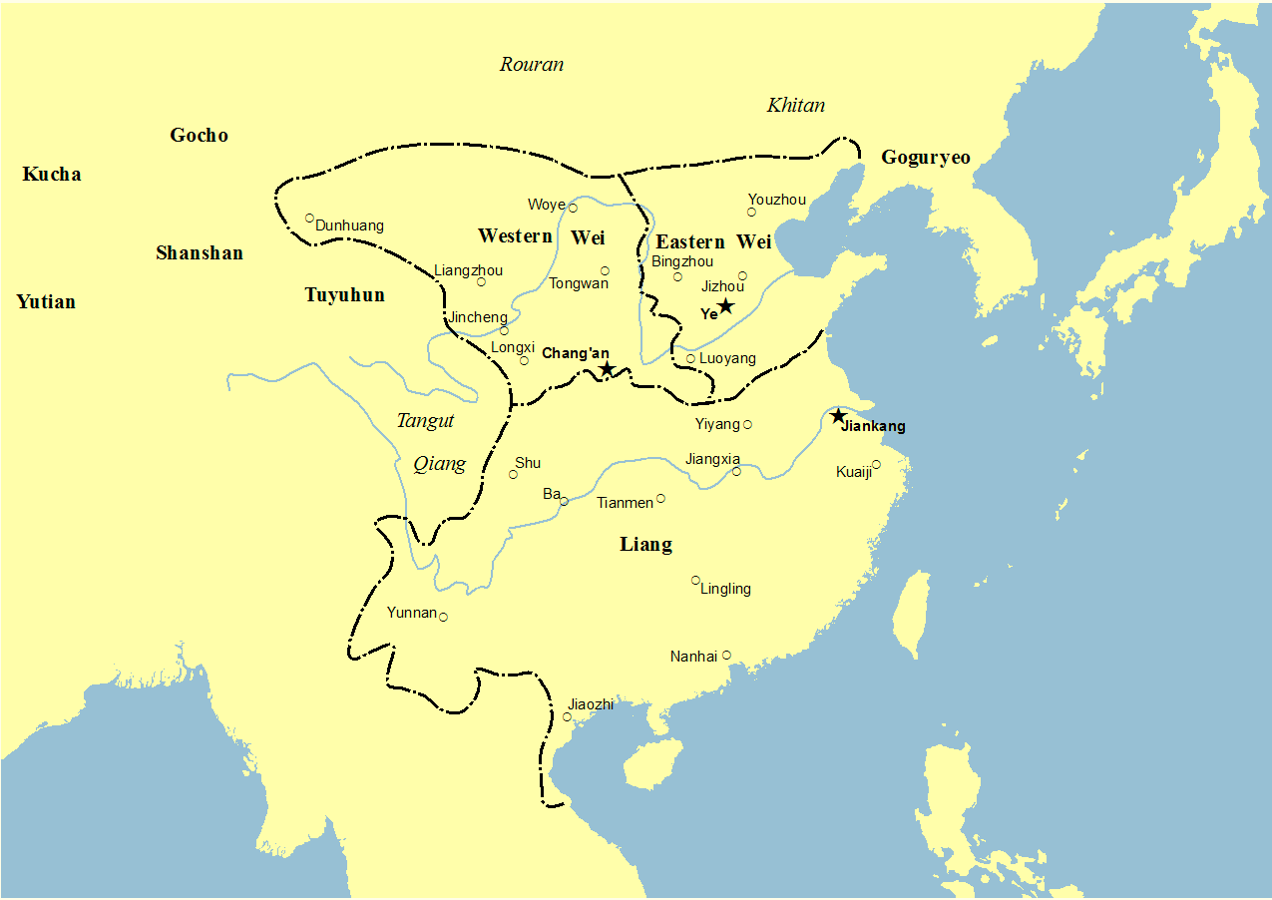
Dynasties du Nord et du Sud.

La seconde domination chinoise du Vietnam s'étend de 43 à 544. C'est au cours de cette période qu'intervient la révolte de Triệu Thị Trinh.